# 커튼콜 (2016년 영화)
"커튼콜"은 2016년에 개봉한 대한민국의 영화이다.

## 캐스팅
- 장현성 : 강민기 역
- 박철민 : 철구 역
- 전무송 : 장진태 역
- 유지수 : 지연 역
- 장혁진 : 봉수 역
- 서호철 : 석구 역
- 채서진 : 슬기 역
- 이이경 : 우식 역
- 강지원 : 진주 역
- 고보결 : 안경 역
- 신문성 : 문성 역
- 최인경 : 하연 역
- 조선주 : 민기 처 역
- 최말봉 : 진태 모 역
- 최윤도 : 민기 아들 역
- 박삼녕 : 환상 햄릿 역
- 김원진 : 환상 버나도 역
- 조준 : 환상 마셀러스 역
- 김용언 : 환상 호레이쇼 역
- 박선주 : 시종 1 역
- 박다정 : 시종 2 역
- 희정 : 시종 3 역
- 김명성 : 군졸 1 역
- 김태준 : 군졸 2 역
- 김태윤 : 군졸 3 역
- 정우진 : 귀족 1 역
- 임혜선 : 귀족 2 역
- 고동형 : 초병 1 역
- 임범순 : 초병 2 역
- 문경태 : 택시기사 역
- 유수빈 : 경찰 역
- 마민희 : 하연친구 1 역
- 나혜인 : 하연친구 2 역
- 김용희 : 군바리 1 역
- 홍의현 : 군바리 2 역
- 이도군 : 군바리 3 역
- 최시은 : 젊은 커플녀 역
- 염시훈 : 젊은 커플남 역
- 김동인 : 극장 중년커플남 역
- 조영란 : 극장 중년커플녀 역
- 서진석 : 지연 스토커 역
- 김묘진 : 극장난동 아줌마 1 역
- 이희정 : 극장난동 아줌마 2 역
- 이종찬 : 소년 민기 역
- 김대흥 : 심사위원 1 역
- 한영수 : 심사위원 2 역
- 문소아 : 관객 1 역
- 김원우 : 관객 2 역
- 전장현 : 관객 3 역
- 김학수 : 관객 4 역
- 정봄찬 : 관객 5 역
- 이은수 : 음향오퍼 역
- 노현수 : 조명오퍼 역
- 방한솔 : 스텝 1 역
- 정우영 : 스텝 2 역
- 이지한 : 스텝 3 역
- 장은지 : 스텝 4 역
- 유희철 : 선왕 역
- 최마로 : 정철무리 1 역
- 권순억 : 정철무리 2 역
- 유지우 : 정철무리 3 역
- 이시원 : 안내원 역
- 민준기 : 사무실 앞 행인남 역
- 정유선 : 사무실 앞 행인녀 역
- 장유태 : 젊은의사 역
- 김홍파 : 최 대표 역 (특별출연)
- 정인겸 : 정철 역 (특별출연)